# Webster (televisieserie)
Webster is een Amerikaanse komedieserie die op de Amerikaanse televisie werd uitgezonden van 1983 tot 1989. In Nederland was de serie voor het eerst bij de VARA te zien en in België op VTM.
Het programma draait om de Afro-Amerikaanse zevenjarige jongen Webster Long (Emmanuel Lewis) uit Chicago. Na het overlijden van zijn biologische ouders wordt hij opgevoed door het blanke echtpaar George (Alex Karras) en Katherine Papadopolis (Susan Clark). Webster is daarbij niet alleen een kleine jongen wat betreft leeftijd, maar ook gezien zijn postuur. Acteur Lewis was ten tijde van de serie net iets meer dan één meter groot en was met 1,30 meter uitgegroeid.

## Rolverdeling
- Emmanuel Lewis - Webster Long
- Alex Karras - George Papadapolis
- Susan Clark - Katherine Calder-Young Papadapolis
- Henry Polic II - Jerry Silver
- Heather O'Rourke - Melanie (1983)
- Eugene Roche - Bill Parker (1984-1986)
- Cathryn Damon - Cassie Parker (1984-1986)
- Ben Vereen - Uncle Phillip Long (1984-1985)
- Jack Kruschen - "Papa" Papadapolis (1985-1987)
- Chad Allen - Rob Whitaker/Joiner (1985-1986)
- Carl Steven - Roger (1986-1987)
- Danny McMurphy - Timmy (1986-1987)
- Gabe Witcher - Tommy (1987)
- Nick DeMauro - Benny (1987)
- Corin Nemec - Nicky Papadopolis (1987-1988)